# Vlaho Bukovac
Vlaho Bukovac (Cavtat, 4 de julho de 1855 — Praga, 23 de abril de 1922) foi um pintor croata. Foi aluno de Alexandre Cabanel e pintava especialmente retratos.